# Орбассано
Орбассано (італ. Orbassano, п'єм. Orbassan) — муніципалітет в Італії, у регіоні П'ємонт,  метрополійне місто Турин.
Орбассано розташоване на відстані близько 530 км на північний захід від Рима, 16 км на південний захід від Турина.
Населення — 23 265 осіб (2014).

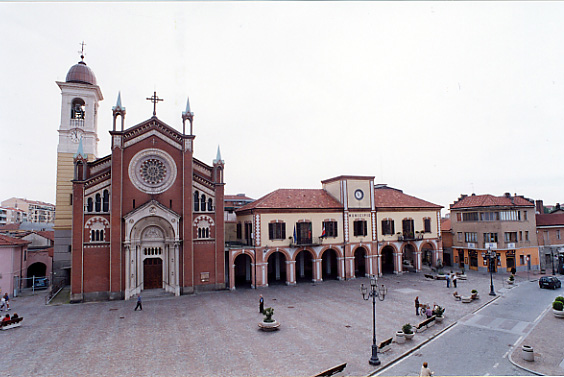

Щорічний фестиваль відбувається 24 червня. Покровитель — святий Іван Хреститель.

## Демографія
Населення за роками:

Станом на 1 січня 2023 року в муніципалітеті офіційно проживали 1104 іноземці з 62 країн, серед них 624 громадяни країн Євросоюзу та 7 громадян України.

## Сусідні муніципалітети
- Бейнаско
- Кандіоло
- Нікеліно
- Ноне
- Ривальта-ді-Торино
- Риволі
- Турин
- Вольвера